# Fokker D.VI
Fokker DV. I — истребитель военно-воздушных сил Германии.

## История создания
Зимой с 1917 по 1918 год компания «Fokker» построила два прототипа одноместных истребителей. Конструктивно фюзеляж, хвостовое оперение и шасси от модели Dr.I были объединены с крылом, разработанным для модели D.VII. Завод в Шверине в это время был загружен заказом на новый самолёт Fokker D.VII. Всё же удалось выпустить несколько десятков машин D.VI, с использованием задела из двигателей и деталей для триплан Fokker Dr.I, из которых приёмные испытания прошли только 59. 7 машин в августе 1918 года приобрела Австро-Венгрия.

## Технические характеристики
- Модификация: Fokker D.VI
- Размах крыла, м: 7,65
- Длина, м: 6,19
- Высота, м: 2,55
- Площадь крыла, м²: 17,7
- Масса, (кг):
  - Пустого самолета: 393
  - Нормальная взлетная: 583
- Тип двигателя: 1 ПД Oberursel U.II (Rhone)
- Мощность, л. с.: 1 × 110
- Максимальная скорость: 196 км/ч
- Крейсерская скорость: 162 км/ч
- Продолжительность полета: 1 час 30 минут
- Максимальная скороподъемность:
- Практический потолок: 5940 м
- Экипаж: 1 человек
- Вооружение: два неподвижных направленных вперед 7,92-мм пулеметов LMG 08/15 Spandau